# Minas Tênis Clube (volley-ball féminin)
Pour les articles homonymes, voir Minas.
Maillots
Minas Tênis Clube est un club brésilien de volley-ball fondé en 1937 et basé à Belo Horizonte qui évolue pour la saison 2019-2020 en Superliga feminina.

## Historique
- L’acqua di Fiori/Minas (1991-1995)
- Banco Bandeirantes/Minas (1995-1996)
- MRV/Minas (1996-1997)
- MRV-Suggar/Minas (1997-1998)
- MRV/Minas (1998-2005)
- Fiat/Minas (2005-2008)
- Minas Tênis Clube (2008-2009)
- Usiminas/Minas (2009-2013)
- Decisão Engenharia/Minas (2013-2014)
- Camponesa/Minas (2014-2018)
- Itambé/Minas (2018-...)

## Palmarès
- Championnat du Brésil
  - Vainqueur : 1993, 2002, 2019[2]
  - Finaliste : 1978, 1981, 1992, 2000, 2003, 2004.
- Championnat sud-américain des clubs
  - Vainqueur : 2018[3]2019[4]2020[5]
- Coupe du Brésil
  - Vainqueur : 2019[6]
  - Finaliste : 2017[7]
- Supercoupe du Brésil
  - Finaliste : 2017[8]2019.
- Championnat du monde des clubs
  - Finaliste : 1992, 2018.
- Championnat Mineiro
  - Vainqueur : 1940, 1946, 1949, 2003.
  - Finaliste : 2010, 2013.